# Autodrome St-Eustache

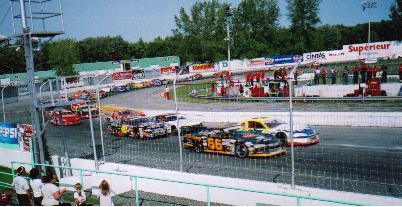
Départ de la première course de la Série nationale Castrol LMS le 15 mai 2005

L'autodrome St-Eustache était un complexe de sports motorisés situé à Saint-Eustache, Québec (Canada). Le complexe comprenait une piste ovale de 4/10 de mille (0,6 km), une piste d'accélération de 0,6 km et un circuit routier de 1,7 km. La piste ovale, qui présentait des courses de type stock-car, était en opérations de la fin avril à la mi-octobre. Érigé en 1965, l'autodrome a longtemps été la propriété du pilote Claude Aubin. Depuis 2007, le promoteur Alan Labrosse en était le propriétaire.
Longtemps connu sous le nom de Circuit Deux-Montagnes, l'autodrome St-Eustache était, jusqu'à sa fermeture, le seul complexe de sports motorisés à présenter une programmation hebdomadaire dans la grande région de Montréal.
En plus de courses locales sous la sanction ANCA, l'autodrome avait reçu la visite de nombreuses séries d'importances à travers les années, dont les séries NASCAR North, CASCAR Super Series, ACT Tour, Série nationale Castrol, Série ACT et NASCAR Pinty's Series.
L'autodrome a été définitivement fermé après la saison 2019 suite à une expropriation par la Ville de Saint-Eustache au profit de nouvelles installations d'Hydro-Québec et d'activités industrielles.

## Vainqueurs de courses NASCAR North
- 6 mai 1979 Claude Aubin
- 3 juin 1979 Beaver Dragon
- 18 juin 1979 Beaver Dragon
- 29 juillet 1979 Beaver Dragon

## Vainqueurs de courses CASCAR Super Series
- 18 juillet 1993 Steve Robblee
- 9 juillet 1994 Alan Turner
- 15 juillet 1995 Duke Sawchuk
- 21 juillet 1996 Alan Turner
- 22 juin 1997 Alan Turner
- 20 juin 1998 Ron Beauchamp, Jr.
- 19 juin 1999 Don Thomson, Jr.
- 10 juin 2000 Kerry Micks
- 6 août 2000 Peter Gibbons
- 28 juillet 2001 Peter Gibbons
- 1er juin 2002 Dave Whitlock
- 9 août 2003 D.J. Kennington
- 4 juin 2005 Kerry Micks
- 10 septembre 2006 Ron Beauchamp, Jr.

## Vainqueurs des courses de la Série nationale Castrol et Série ACT
- 15 mai 2005 Sylvain Lacombe
- 2 juillet 2005 Normand Lavigueur
- 11 septembre 2005 Sylvain Lacombe
- 2 octobre 2005 Sylvain Lacombe
- 27 mai 2006 Martin Lacombe
- 2 juillet 2006 Donald Theetge
- 2 septembre 2006 Sylvain Lacombe
- 8 octobre 2006 Sylvain Lacombe
- 26 mai 2007 Normand Lavigueur
- 16 juin 2007 Sylvain Lacombe
- 28 juillet 2007 Patrick Laperle
- 23 septembre 2007 Sylvain Lacombe
- 18 mai 2008 Patrick Laperle
- 20 septembre 2008 Sylvain Lacombe
- 17 mai 2009 Patrick Laperle
- 20 septembre 2009 Jonathan Urlin
- 22 mai 2010 Patrick Laperle
- 31 juillet 2010 Sylvain Lacombe
- 26 septembre 2010 Karl Allard
- 4 juin 2011 Daniel Descoste
- 16 juillet 2011 Patrick Laperle
- 18 septembre 2011 Patrick Laperle
- 7 juillet 2012 Jean-François Déry
- 16 septembre 2012 Patrick Laperle
- 10 août 2013 Jean-François Déry
- 14 septembre 2013 Patrick Laperle
- 24 mai 2014 Patrick Cliche
- 5 juillet 2014 Dany Trépanier
- 14 septembre 2014 Alex Labbé
- 23 mai 2015 Alex Labbé
- 4 juillet 2015 Martin Goulet, Jr.
- 20 septembre 2015 Donald Theetge

## Vainqueurs de courses de la NASCAR Pinty's Series
- 5 juillet 2008 Scott Steckly
- 23 mai 2009 Dave Whitlock
- 12 juillet 2009 Scott Steckly
- 3 juillet 2010 D.J. Kennington
- 27 juillet 2013 Scott Steckly
- 26 juillet 2014 Scott Steckly
- 25 juillet 2015 Andrew Ranger

## Vainqueurs de la course St-Eustache 300
À partir de 2005, cette course fait partie du calendrier officiel de la Série nationale Castrol (2005-2006) et de la Série ACT Castrol à partir de 2007
- 1995 Sylvain Lacombe
- 1996 Dave Whitlock
- 1997 Richard Beauchamp
- 1998 D.J. Kennington
- 1999 Jacques Laperle
- 2000 D.J. Kennington
- 2001 Richard Beauchamp
- 2002 Sylvain Lacombe
- 2003 Donald Theetge
- 2004 D.J. Kennington
- 2005 Sylvain Lacombe
- 2006 Sylvain Lacombe
- 2007 Sylvain Lacombe
- 2008 Sylvain Lacombe
- 2009 Jonathan Urlin
- 2010 Karl Allard
- 2011 Patrick Laperle
- 2012 Patrick Laperle

## Vainqueurs de la course St-Eustache 500
En 2005, cette course faisait partie du calendrier officiel de la Série nationale Castrol
- 2004 D.J. Kennington
- 2005 Sylvain Lacombe